# Nikolinac
Nikolinac (en serbe cyrillique : Николинац) est un village de Serbie situé dans la municipalité de Sokobanja, district de Zaječar. Au recensement de 2011, il comptait 311 habitants.

## Démographie
| 1948 | 1953 | 1961 | 1971 | 1981 | 1991 | 2002 | 2011 |
| ---- | ---- | ---- | ---- | ---- | ---- | ---- | ---- |
| 941  | 962  | 896  | 798  | 672  | 530  | 418  | 311  |

|  |